# Computación ubicua
La computación o informática ubicua (ubicomp) es un concepto en ingeniería de software y las ciencias de la computación. Es entendida como la integración de la informática en el entorno de la persona, de forma que los ordenadores no se perciban como objetos diferenciados, apareciendo en cualquier lugar y en cualquier momento. Es el concepto que determina  por primera vez que el hombre no se debe adaptar a la máquina, sino la máquina al hombre. La computación en la ubicua, conocida también como servicios en la nube, informática en la ubicua, ubicua cómputo o simplemente «ubicua», es un paradigma que permite ofrecer servicios de computación a través de una red, que usualmente es internet. 
A diferencia de la computación de escritorio, la computación ubicua puede ocurrir al emplear cualquier dispositivo, en cualquier ubicación y en cualquier formato. El usuario interactúa con la computadora incrustada, que puede existir en distintas formas, incluyendo computadoras portátiles, tabletas y terminales en objetos comunes tales como refrigeradores, televisores o un juego de anteojos. La tecnología subyacente que soporta la computación ubicua incluye el Internet, el middleware, sistemas operativos, código móvil, sensores, microprocesadores, interfaces de usuario, redes, protocolos de comunicación, posicionamiento y ubicación y nuevos materiales.
Esta disciplina se conoce en inglés por otros términos como pervasive computing, ambient intelligence («inteligencia ambiental»), calm technology, things that think («cosas que piensan») y everyware (resultado de añadir la terminación -ware de software a everywhere, «en todas partes», manteniendo la pronunciación). Desde el punto de vista de los elementos actores, se le conoce también como elementos del Internet de las Cosas (IoT), computación háptica, e incluso la inteligencia artificial. 
En lugar de proponer una definición única para la computación ubicua, y para dichos términos relacionados, una taxonomía de las propiedades para la computación ubicua ha sido propuesta,[¿por quién?] de donde distintos tipos de aplicaciones y sistemas ubicuos pueden ser descritos.
La computación ubicua toca una vasta gama de tópicos, incluyendo el cómputo distribuido, computación móvil, redes móviles, computación contextual y semántica, redes de sensores e interacción hombre-máquina.

## Antecedentes históricos
Se atribuye a Mark Weiser la autoría del concepto en sus últimos artículos escritos en 1991 cuando trabajaba para Xerox en el laboratorio de Palo Alto (PARC). A Weiser en alguna medida le influyó el tratamiento de la distopía en la novela Ubik de Philip K. Dick, en la que se vislumbraba un futuro en el que todo, desde los pomos de las puertas al papel higiénico, sería inteligente e intercondo. El avance de la ciencia no ha ido tan rápido como vaticinaba Weiser, pero en los últimos años se han producido importantes avances en esa dirección.
El Instituto Tecnológico de Massachusetts ha sido protagonista de significativas aportaciones a esta disciplina, entre las que destacan las del consorcio de Hiroshi Ishii Things That Think, del Media Lab y la iniciativa CSAIL materializada en el proyecto Oxygen.
En un artículo de 2004, el escritor estadounidense Adam Greenfield acuñó el ingenioso término everyware para las tecnologías que incorporan computación ubicua, inteligencia ambiental o medios tangibles. Volverá a utilizar el término en su libro Everyware: The Dawning Age of Ubiquitous Computing (ISBN 0-321-38401-6), en el que Greenfield describe el paradigma de interacción entre la computación ubicua como una "mezcla de procesamiento de información en el comportamiento", poniendo como ejemplo del mundo real el sistema de Tarjetas Oyster utilizadas en Londres Oyster card.
Mark Weiser ha propuesto tres modelos básicos que puedan ser considerados para desarrollar sistemas ubicuos:
1. Tabs: dispositivos de escasos centímetros, que pueden ser llevados por un usuario
2. Pads: dispositivos del tamaño de una mano
3. Boards: dispositivos que pueden llegar a medir metros

Estas categorías propuestas por Weiser se caracterizan generalmente por ser grandes, tener una forma plana o incorporar algún tipo de salida visual. Si se relajan estas consideraciones (permitiendo aceptar, por ejemplo, dispositivos de hasta el tamaño de nanómetros) se puede extender este rango hasta un número de dispositivos mucho mayor, y también potencialmente hasta un número de dispositivos mucho más útiles. Por lo tanto, con el tiempo se han acabado proponiendo otros tres tipos de clasificaciones:
1. Dust (polvo): dispositivos miniaturizados que pueden no tener algún tipo de salida visual (por ejemplo, los sistemas Micro-electromecánicos MEMS), cuyo tamaño puede oscilar entre nanómetros hasta micrómetros o milímetros.
2. Skin (piel): pueden ser fabricados con capacidades de emitir luz y con diversos materiales, como polímeros conductivos, algunos dispositivos orgánicos, etc. Se ven frecuentemente como ropa, cortinas, o diversos elementos de decoración
3. Clay (arcilla): conjuntos de distintos MEMS pueden combinarse para crear formas en tres dimensiones.

## Áreas de investigación
La computación ubicua representa un gran desafío científico/técnico, un gran nicho de oportunidad y es un área atractiva para el sector empresarial. Su adopción, como una de las líneas estratégicas de desarrollo del país, se reflejará en un impacto social, un impacto científico, un impacto tecnológico, y finalmente en un impacto económico. Las áreas de investigación y desarrollo que se identifican como de alta prioridad dentro del cómputo ubicuo y sin ser exhaustivos, se presentan a continuación:
- Sensores

1. Adquisición de señales corporales
2. RFIDs

- Redes de próxima generación

1. Internet 2 como soporte para cómputo ubicuo
2. Redes de Sensores
3. Redes Ad‐hoc
4. Interconexión de dispositivos heterogéneos
5. Seguridad informática

- Sistemas Distribuidos

1. Rediseñar soluciones para que sean aplicables al cómputo móvil y/o ubicuo.
  1. Soporte multimedia
  2. Tolerancia a fallas
  3. Escalabilidad

- Computación móvil

1. Sistemas de Igual‐a‐Igual (Peer‐to‐Peer)
2. Servicios de posicionamiento y localización
3. Servicios de Base (e.g. Posicionamiento por GSM/GPRS)

- Desarrollo de sistemas ubicuos (aplicaciones)

1. e‐Medicina
  1. Monitoreo y procesamiento de señales médicas remotas
  2. Context‐aware systems
  3. Monitoreo de actividad en ancianos
2. Tele‐Diagnóstico Móvil

## Proyectos

### New Songdo City
New Songdo City es una ciudad ubicua (o ciudad-U) que se está construyendo en una isla frente a la ciudad de Inchon, a 60 kilómetros al oeste de Seúl (Corea del Sur). En una superficie de 680 hectáreas se construye esta ciudad en que todos los sistemas de información estarán interconectados y las computadoras estarán integradas a las viviendas, las calles y los edificios de oficinas. Con un presupuesto de 25.000 millones de dólares, la ciudad está siendo emplazada como Zona Económica Libre. Se espera que la ciudad esté terminada para el 2014 y albergue a 65.000 personas, de las cuales unas 30.000 trabajarán ahí mismo.